# Bellator 123
Bellator 123: Curran vs. Pitbull 2 é um evento de artes marciais mistas promovido pelo Bellator MMA, é esperado para ocorrer em 5 de setembro de 2014 no Mohegan Sun Arena em Uncasville, Connecticut. O evento será transmitido ao vivo na Spike TV nos Estados Unidos.

## Background
O evento éteve como luta principal a revanche pelo Cinturão Peso Pena do Bellator entre Pat Curran e Patrício Freire. Os dois originalmente se encontraram em uma luta dura no Bellator 85 em 17 de Janeiro de 2013, Curran venceu a luta por decisão dividida. A revanche foi inicialmente marcada para acontecer no Bellator 121, no entanto, foi anunciado em 21 de Maio de 2014 que Curran havia se retirado da luta devido a uma lesão no calcanhar.
Esse evento marca a primeira vez que o Bellator MMA e seu rival Ultimate Fighting Championship tem dois evento coincidindo. Em adicional, os dois são no mesmo estado em locais localizados poucos quilômetros do outro.

## Card Oficial
Nota 1 Pelo Cinturão Peso Pena do Bellator.

## Ligações Externas
1. ↑  Nota 1